# Lubembe occidentale
Pour les articles homonymes, voir Lubembe.
La Lubembe occidentale est une rivière du Haut-Katanga en république démocratique du Congo, et un affluent de la rivière Lwapula.